# Xishui
Xishui  (en chino, 浠水; pinyin, Xīshuǐ) es un condado  bajo la administración directa de la Prefectura Huanggang en la Provincia de Hubei, República Popular China.  Su área es de 1951 km² y su población total para 2010 superó los 870 mil habitantes. 

## Administración
Desde octubre de 2022, el  Condado Xishui  se divide en 13 pueblos que se administran en 12 poblados y 1  villa.

## Toponimia
El topónimo Xishui [/xi-shuéi/] significa "río Xi" y recibe su nombre del río Xi (浠水) que baña la región.
Originalmente se llamó Qishui (蕲水县), pero en 1933 se renombró Xishui para evitar confusiones con su vecina Qichun.